# Országos Tervhivatal

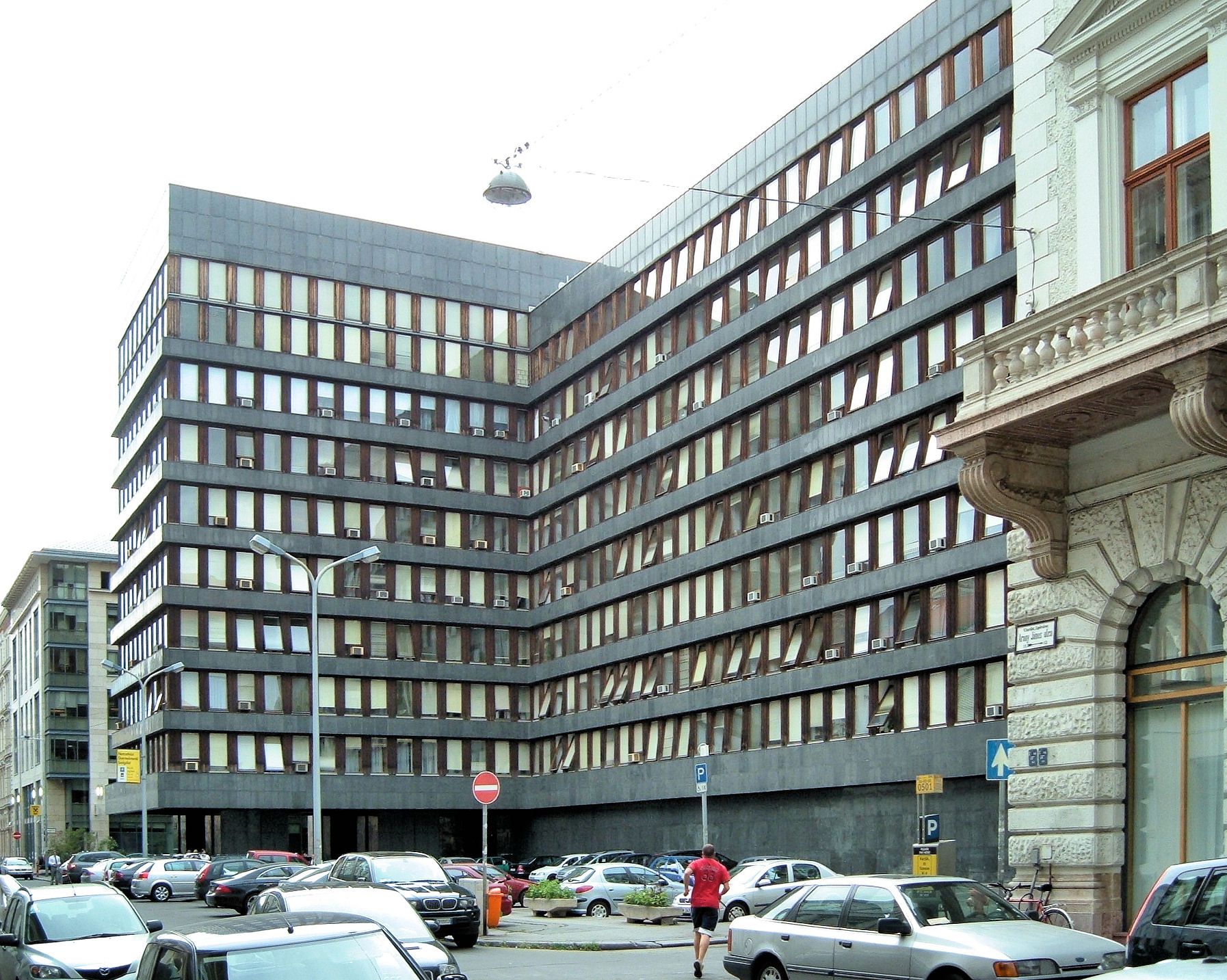
Az Országos Tervhivatal 1968-ban épült székháza a budapesti V. kerületi Arany János utcában (tervezte: Hóka László)

Az Országos Tervhivatal (rövidítése: OT) a Magyar Népköztársaság kormányának a népgazdasági tervezést irányító, minisztériumi rangú közigazgatási szervezete volt. Fennállása alatt mindvégig a központi gazdaságpolitika irányító szervezete volt. Élén az elnök állt, akinek a jogállása a miniszterekével volt egyenlő. Az Országos Tervhivatal 1990 májusában megszűnt; feladat- és hatáskörét a Pénzügyminisztérium vette át.

## Története
- 1947-ben hozták létre a népgazdasági tervezés szerveként. Az első hároméves terv időszakában (1947–1949) jelentős szerepet töltött be a magyar gazdaság szovjet mintára történő átalakításában. (Magát a hivatalt is szovjet példa nyomán hozták létre.)[2] Megyei kirendeltségei a tanácsrendszernek 1950-ben való kiépítésével megszűntek.[3]
- Elnöke az első Nagy Imre-kormány óta – hivatalból – a kormány tagja volt.
- Feladat- és hatásköre a tervutasításos gazdaságirányításon alapult. 1968 után a népgazdasági tervezés is módosult az indirekt gazdaságirányítási rendszerre való áttérésnek megfelelően.

## Elnökének jogállása
- Elnökét 1947 és 1949 között a köztársasági elnök nevezte ki (az alelnökökkel és a főtitkárral együtt). A Magyar Népköztársaság Alkotmánya szerint az elnököt az országgyűlés választotta, a Elnöki Tanács javaslatára. 1953 óta tagja a kormánynak (a Minisztertanácsnak). Az Állami Tervbizottságnak a létrehozásától, 1973-tól fogva annak az elnöke is az OT elnöke volt szokás szerint.[4]

## Feladat- és hatásköre
- Variációkat dolgozott ki a gazdaságpolitika kialakításához;
- Életszínvonal-, szociál-, foglalkoztatás- és beruházáspolitikai terület- és településfejlesztési koncepciókat készített;
- Elemezte és értékelte a gazdasági rendszer működését.[5]

## Elnökei
- 1947–1949: Vajda Imre
- 1949–1952: Vas Zoltán
- 1953–1954: Szalai Béla
- 1954–1956: Berei Andor
- 1956. október 26–31. és 1957. május 9.–1961. szeptember 13.: Kiss Árpád
- 1961. szeptember 13.–1967. április 14.: Ajtai Miklós
- 1967–1973: Párdi Imre
- 1973–1975: Lázár György
- 1975–1980: Huszár István
- 1980–1986: Faluvégi Lajos
- 1986–1987: Maróthy László
- 1987–1989: Hoós János
- 1989: Kemenes Ernő